# باتريك جنسن
باتريك جنسن (بالسويدية: Patrik Jensen)‏ هو موسيقي سويدي، ولد في 24 نوفمبر 1969 في لينشوبينغ في السويد.

## وصلات خارجية
- باتريك جنسن على موقع ميوزك برينز (الإنجليزية)
- باتريك جنسن على موقع أول ميوزيك (الإنجليزية)
- باتريك جنسن على موقع ديسكوغز (الإنجليزية)